# Катаріна (ураган)
Ураган Катаріна  (англ. Hurricane Catarina) — південноатлантичний тропічний циклон, що існував біля південно-східних берегів Бразилії у другій половині березня 2004 року. Ураган сформувався із стаціонарної депресії із холодним ядром 12 березня. Через тиждень, 19 березня, він почав рухатися на схід, а 22 березня був відштовхнутий зоною високого тиску. Через сприятливі умови низького градієнту вітру та теплої водної поверхні, до 24 березня циклон перетворився на субтропічний, а наступного дня став характерним тропічним штормом. До 26 березня швидкість вітру досягла 70 вузлів (120 км/год), що відповідає урагану. На цей час ураган отримав неофіційну назву Катаріна та став першим циклоном ураганної сили в Південній Атлантиці. Через те, що сприятливі умови продовжували діяти, циклон продовжив набирати силу, 28 березня швидкість вітру досягла 90 вузлів (155 км/год). Того ж дня циклон досяг берегу біля бразильського міста Торріс. Над сушею циклон швидко втратив силу та зник наступного дня.
Оскільки ураган виник у районі, де до того ніколи не виникало тропічних циклонів, здійснені ним руйнування були дуже значними, хоча великих жертв вдалося запобігти завдяки своєчасному попередженню населення бразильським урядом та добре організованій евакуації. В результаті лише 3 людини зникли без вісті та 75 отримали поранення. Циклон знищив 1,5 тис. домів та пошкодив ще 40 тис., в районі було знищено 85% бананових насаджень і 40% рисових полів. Загалом збитки від циклону у цінах 2004 року склали близько 350 млн доларів США.